# NGC 6861D
NGC 6861D is een elliptisch sterrenstelsel in het sterrenbeeld Telescoop. Het hemelobject werd op 30 juli 1826 ontdekt door de Britse astronoom John Herschel.

## Synoniemen
- ESO 233-34
- PGC 64153